# Encephalus americanus
Encephalus americanus är en skalbaggsart som beskrevs av Charles Hamilton Seevers 1951. Encephalus americanus ingår i släktet Encephalus och familjen kortvingar. Inga underarter finns listade i Catalogue of Life.